# Манојло Фил
Манојло Фил (око 1275. у Ефесу - 1345) је био један од најпознатијих византијских песника 14. века.

## Биографија
Рођен је у Ефесу око 1275. године. Живео је у Цариграду до своје смрти 1345. године. Током живота није носио никакву функцију. Путовао је, међутим, често у дипломатске мисије по налогу цара. Једном приликом је посетио и Русију. Разлог је био уговарање брака између ћерке цара Андроника II Палеолога, Марије Палеологине, и монголског кана Токтаја. У сукобу са властима, допао је затвора. 

## Дело
Књижевна заоставштина Манојла Фила је велика. На његов рад утицала су два чувена византијска песника, Георгије Писида и Теодор Продром. Писао је најчешће у стилу византијског дванаестерца. Поред дидактичких месама, писао је и кратке стихове за црквене празнике, описе уметничких предмета (екфраисе). Дао је и један интересантан опис слона. Писао је дијалошке поеме од којих је чувена она о великом доместику Јовану Кантакузину о коме разговарају песник и персонификовани Ум. 

### Песма посвећена Манојлу Филу
Манојло Фил је саставио песму о чувеном војсковођи Михаилу Главасу која даје извесне податке о односима Византије и Србије у време владавине краља Милутина. Песма обилује историјским и топографским подацима, али није сасвим поуздана. Постављена је теза (Х. Лопарев) да песма није састављена по хронолошким, већ географским принципима. Бугарски историчар Василиј Златарски, међутим, сматра да је песма писана хронолошки. Обухвата период од почетка шездесетих година 13. века, односно од владавине бугарског цара Константина Тиха, до похода Михаила IX у Бугарску почетком 14. века. 
Више од пола песме посвећено је Главасевом походу на Бугарску у време владавине Константина Тиха, односно Ивајловог устанка (1277—1280). На крају песме помињу се бугарски владари Георгије Тертер (1280—1292) и Смилец (1292—1298). Последњи стихови песме посвећени су походу Михаила IX на Бугарску из 1304. године. Фил приписује Главасу успешно освајање градова у Албанији током владавине цара Андроника. Знамо, међутим, да последњих година 13. века Драч од Византинаца осваја српски краљ Милутин, због чега је Андроник ступио у преговоре о удаји своје ћерке Симониде за српског краља. То је изазвало велико незадовољство Милутиновог брата Драгутина, мајке Јелене и дела властеле и довело до избијања грађанског рата у Србији. Фил помиње и ратовање Михаила Главаса са византијским пребегом Котаницом.